# Riders of the Purple Sage
Riders of the Purple Sage (no Brasil, O forasteiro) é um romance de faroeste, escrito por Zane Grey, publicado em 1912. Foi um a das primeira obras retratando o faroeste, tendo influenciado e auxiliado na popularização deste gênero.

## Enredo
Após a morte de seu pai, Jane Withersteen, uma mulher solteira, assume de herança as suas terras. Diante dessa situação, ela enfrentará o machismo local.
Além disso, Jane vive sob os olhares de um pastor que, no passado, quando ainda era um diácono, lhe pediu em casamento, tendo ela negado seu pedido.

## Adaptações
No cinema, o livro teve várias versões:

### Filme de 1918
Primeiro filme baseado no livro. Foi dirigido por Frank Lloyd.

### Filme de 1925
Segundo filme baseado no livro. Foi dirigido por Lynn Reynolds.

### Filme de 1931
Terceiro filme baseado no livro. Foi dirigido por Hamilton MacFadden e teve no elenco George O'Brien (Jim Lassiter), Marguerite Churchill (Jane Whithersteen), Noah Beery (Juiz Dyer), entre outros.

### Filme de 1996
Quarto e último filme baseado no livro. Foi dirigido por Charles Haid e teve no elenco Ed Harris, Amy Madigan e Henry Thomas.